# Meriatum

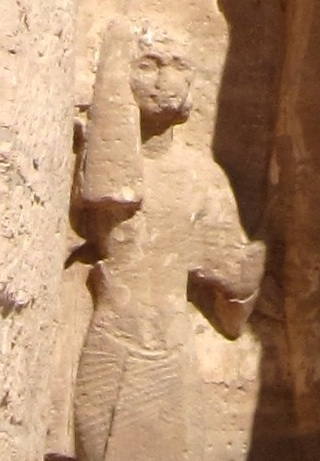
Meriatum apja lábánál az Abu Szimbel-i kisebbik templom homlokzatán

Meriatum („Atum kegyeltje”) ókori egyiptomi herceg, Ré héliopoliszi főpapja. II. Ramszesz fáraó és Nofertari királyné fia.
Meriatum Ramszesz 16. fiaként született, a királyi pár feltehetőleg utolsó közös gyermekeként Amonherkhopsef, Paréherwenemef, Meritamon, Henuttaui és Meriré után (ez a hat gyermek teljes bizonyossággal Nofertarié). Megjelenik az Abu Szimbel-i kisebbik templomban, melyet Nofertarinak szenteltek és a hercegek és hercegnők közül csak Nofertari gyermekeit ábrázolják benne, innen, valamint karnaki feliratokból biztos, hogy ez a királyné volt az anyja.
Apja uralkodásának 2. évtizedében a Sínai-félszigeten járt. A Ramszesz harmincadik uralkodói éve előtti években kinevezték Ré héliopoliszi főpapjává. Ezt a posztot körülbelül húsz évig töltötte be. Két szobrát ma Berlinben őrzik, egy sztéléjét Hildesheimben. Egy osztrakonon említik a Meriatum, valamint az Iszetnofret sírján folyó munkálatokat, ebből úgy tűnik, a Királynék völgyében temették el, egyik kanópuszedényének töredékét azonban a Ramszesz fiai közös sírjaként szolgáló Királyok völgye 5. sírban találták meg.
III. Ramszesz róla nevezte el fiát, Meriatumot, aki szintén Ré főpapja lett.

## Említései
Meriatumot számos korabeli felirat említi emlékműveken és kisebb tárgyakon.
- Felirat Szerabit el-Khadimban: Meriatum herceget Asahebszed parancsnokkal és királyi pohárnokkal, valamint Amenemope parancsnokkal. együtt ábrázolja.
- Az Abu Szimbel-i kis templom homlokzata: a király két kolosszális szobra mellett Meriatum és Meriré hercegek kis szobrai állnak (a másik kettő mellett két idősebb fia, Amonherkhopsef és Paréherwenemef; a királyné szobrai mellett Meritamon és Henuttaui hercegnők).
- Felirat a karnaki templomkomplexumban Mut templomában: „Szöveg, melyet a király fia, Ramszesz-Meriatum írt, Nofertari-Meritmut királyné fia, ki örökké éljen!”
- Nofertari királyné szobra, bal oldalán Meriatum herceg ábrázolásával (Brüsszel, E.2459)
- A kantíri Ahpet szobrának (Roemer- und Pelizaeus-Museum Hildesheim) felirata említi: „a király fia, a látók legnagyobbika [=Ré főpapja], a tiszta kezű Ré házában, Meriatum, az igaz hangú [=elhunyt].”
- Felirat egy szobor hátoszlopán (Berlin 19716): „Örökös herceg és nemesember, a titkok őrzője a Bennu-madár palotájában, a király vér szerinti, szeretett fia, a látók legnagyobbika, Meriatum.”
- Felirat egy szobor hátoszlopán (Berlin 7347) baloldalt: „…a nagy palotában, szetem-pap az örökkévalóság házában, a király szeme a Két Föld élén, kinek szavával elégedett a nép, a király fia, a látók legnagyobbika, a tiszta kezű Ré házában, Meriatum, a megújult életű; a nagy királyi hitves, a Két Föld úrnője, Nofertari-Meritmut fia”; jobboldalt: „atyja, a győzedelmes király kocsihajtója, a Hórusz-sólyom, Maat kegyeltje, a király fia, a látók legnagyobbika, a tiszta kezű Ré házában, Meriatum; a nagy királyi hitves, a Két Föld úrnője, Nofertari-Meritmut fia”. A főszövegben: „örökös herceg, királyi herceg, a nép bírája [?], a nagy királyi hitves fia, a látók legnagyobbika, ki igaz kezű Ré házában, Meriatum.”
- Osztrakon, ma Kairóban (JdE 72460): „folyamatban a munka a látók legnagyobbikának, Meriatumnak” (valószínűleg a sírépítés munkálataira utal).
- Két kalcit kanópuszedény a KV5 sír 3. kamrájában, az egyiken Kebehszenuf, a másikon Hapi nevével.[6]